# 佩米奇瓦塞特河

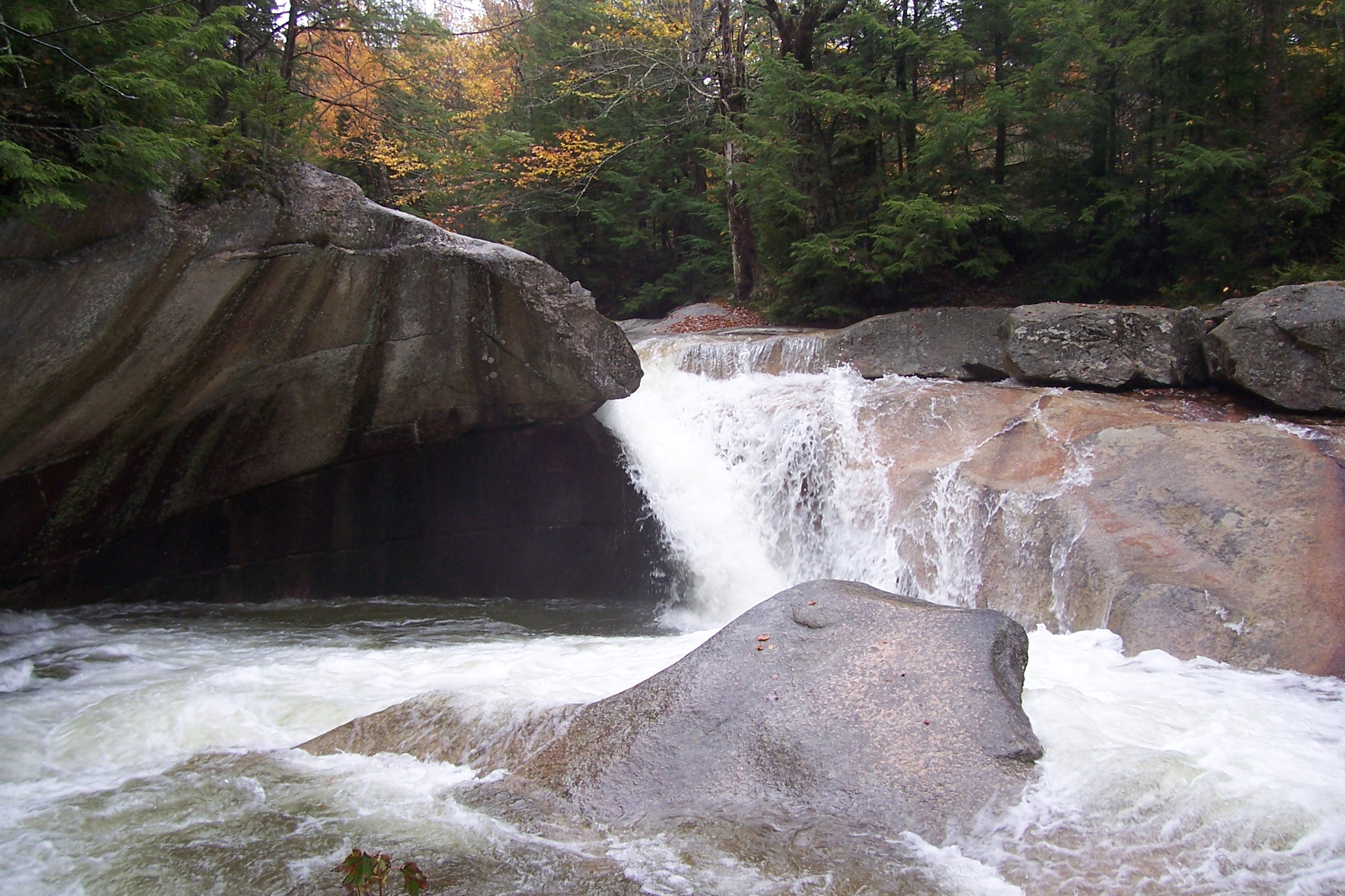
The Pemigewasset River descends into the Basin in Franconia Notch

佩米奇瓦塞特河（英語：Pemigewasset River，/ˌpɛmɪdʒəˈwɑːsɪt/），当地人常称为："The Pemi"，是美国新罕布什尔州的一条河流，长约65.0英里（104.6），流域面积约为1,021平方英里（2,644平方）。